# Agrostis sororia
Agrostis sororia é uma espécie de gramínea do gênero Agrostis, pertencente à família Poaceae.